# Horisme leucophanes
Horisme leucophanes là một loài bướm đêm trong họ Geometridae.